# Ivindo
Ivindo je rijeka u Gabonu, najvažniji pritok rijeke Ogooué.

## Tijek
Rijeka Ivindo teče iz sjeveroistčnog Gabona prema jugozapadu, utječući na kraju u rijeku Ogooué. Teče kroz neka od najdivljijih i najljepših kišnih šuma u Africi. Gornji tok rijeke je blag, i skuplja vodu s platoa istočnog Gabona. Nizdovno od grada Makokoua, jedinog značajnijeg naselja na rijeci, rijeka izlazi s platoa u nizu spektakularnih vodopada i klanaca. Ovo je područje obuhvaćeno Nacionalnim parkom Ivindo. Područjem utjeka rijeke Ivindo u Ogooué prolazi Trans-gabonska željeznica koja tu prelazi preko 2 velika mosta.

## Pritoci
- Djoua, koja čini granicu između Gabona i Republike Kongo
- Zadié (Djadie), koja teče kroz grad Mekambo
- Liboumba, čiji je glavni pritok rijeka Lodié
- Mvoung, koja teče kroz grad Ovan, a glavni pritok joj je rijeka Kuye
- Oua
- Bouinandjé
- Karangwa

## Istraživanje
Gornji tok rijeke, sjeverno od grada Makokoua, prvi je put istražen u ekspediciji iz 1998. godine. Vođa grupe bio je Jackson Hole (iz Wyominga, SAD), a ostatak tima činili su Chris Guier, Bruce Hayse, Louise Lasley, Marilyn Olsen, Rick Sievers i Howie Wolke. Grupa je otkrila impresivne vodopade : Kongue, Mingouli, Tsengue Leledei, te neimenovane i dotad neopisane vodopade između vodopada Mingouli i Tsengue Leledei.